# Manaoag
Manaoag è una municipalità di prima classe delle Filippine, situata nella Provincia di Pangasinan, nella regione di Ilocos.
Manaoag è formata da 26 baranggay:
- Babasit
- Baguinay
- Baritao
- Bisal
- Bucao
- Cabanbanan
- Calaocan
- Inamotan
- Lelemaan
- Licsi
- Lipit Norte
- Lipit Sur
- Matolong

- Mermer
- Nalsian
- Oraan East
- Oraan West
- Pantal
- Pao
- Parian
- Poblacion
- Pugaro
- San Ramon
- Santa Ines
- Sapang
- Tebuel